# 4000 (število)
4000 (štíri tisoč) je naravno število, za katero velja 4000 = 3999 + 1 = 4001 - 1.

## V matematiki
- desetkotniško število.